# Singoalla
Pour plus de détails, voir Fiche technique et Distribution.
Singoalla est un film français réalisé par Christian-Jaque en 1949 et sorti en 1950.

## Synopsis
Dans la Suède du XIVe siècle, le chevalier Erland Monesköld vit dans son château sur lequel pèse une malédiction. Il s'éprend de Singoalla, une fière tzigane. Il prend la route avec sa tribu, mais est bientôt en butte à la jalousie d'Assim, ancien amant de Singoalla. Erland est laissé pour mort, alors que Singoalla donne naissance à leur enfant Sorgbarn. Dix ans passent…

## Fiche technique
- Titre : Singoalla
- Réalisation : Christian-Jaque
- Scénario : Pierre Véry, Christian-Jaque, d'après le roman de Viktor Rydberg
- Décors : Robert Gys
- Costumes : Marcel Escoffier, Nicolas Wilcké
- Chef opérateur : Christian Matras
- Musique : Hugo Alfvén
- Montage : Lennart Wallén (version suédoise), Le Jeune Raymonde et Jacques Desagneaux (Version Française)
- Son : Joseph de Bretagne
- Production : Jacques Bar
- Format : Noir et blanc - 1,37:1 - 35 mm - Son mono
- Genre : Drame
- Durée : 95 minutes
- Date de sortie :
  - France : 21 juin 1950
- Affiche : René Péron (France)

## Distribution
- Michel Auclair : Erland Monesköld (version suédoise : rôle joué par Alf Kjellin)
- Viveca Lindfors : Singoalla
- Fernand Rauzéna : Érasme (version suédoise : rôle joué par John Elfström)
- Louis Seigner : le chapelain (version suédoise : rôle joué par Georg Funkquist (en))
- Marie-Hélène Dasté : Elfrida, la mère d'Erland (version suédoise : rôle joué par Märta Dorff (en))
- Henri Nassiet : Latzo, le père de Singoalla (version suédoise : rôle joué par Edvin Adolphson)
- Lauritz Falk (en) : Assim
- Naïma Wifstrand : Cioara, la mère d'Assim
- Johnny Chambot : Sorgbarn
- Vibeke Falk (en) : Hélène de Saxe
- Zita Fiore : une tzigane

## Autour du film
Le film connut trois versions (française, suédoise, anglaise), toutes dirigées par Christian-Jaque et toutes avec Viveca Lindfors dans le rôle de Singoalla. 
En revanche, Alf Kjellin remplaça Michel Auclair dans le rôle du chevalier Erland Monesköld pour les versions suédoise et anglaise. Des trois versions, la plus longue est la française ; la version suédoise ne dure que 63 minutes (voir fiche IMDB) et Ingmar Bergman fut stagiaire sur celle-ci.